# Dobroszewice
Dobroszewice (nazwa oboczna Lisy, niem. Kloisenhof) – osada w Polsce położona w województwie opolskim, w powiecie prudnickim, w gminie Lubrza, wchodząca w skład sołectwa Prężynka. Historycznie leży na Górnym Śląsku, na ziemi prudnickiej.
W latach 1975–1998 miejscowość administracyjnie należała do ówczesnego województwa opolskiego.

## Historia

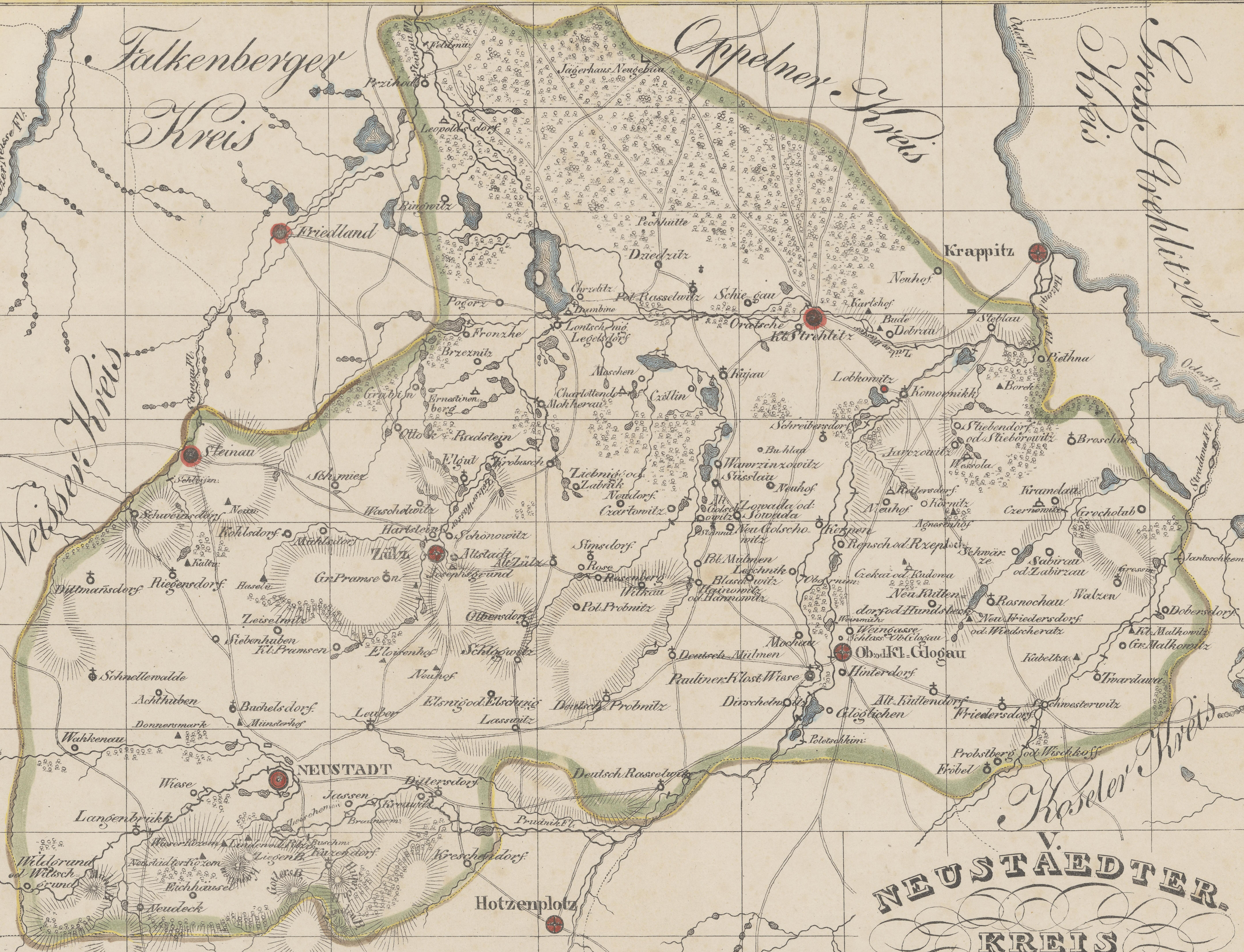
Dobroszewice (Eloisenhof) wśród miejscowości ziemi prudnickiej na mapie z XIX wieku

Miejscowość powstała na przełomie XVIII i XIX wieku jako część majątku rodziny hrabiów Matuschka – właścicieli Prężynki. Pod koniec XVIII wieku wzniesiono w niej okazały, wielokondygnacyjny budynek spichlerza, przebudowany w 1832.
W 1921 w zasięgu plebiscytu na Górnym Śląsku znalazła się tylko część powiatu prudnickiego. Dobroszewice znalazły się po stronie zachodniej, poza terenem plebiscytowym.
1 października 1948 r. nadano miejscowości, wówczas administracyjnie związanej z Prężynką, polską nazwę Dobroszewice. Nazywana też Dobroszowice. W spisie gromad i miejscowości w powiecie prudnickim na dzień 1 stycznia 1953 wymieniono Dobroszewice jako przysiółek Prężynki pod nazwą Majątek Lisy. Według podziału administracyjnego województwa opolskiego na dzień 31 sierpnia 1964, Dobroszewice (Dobroszowice), jako przysiółek Prężynki, należały do gromady Lubrza. W 1966 w przysiółku mieszkało 67 osób. W opracowanej w 1971 przez Powiatowy Inspektorat Statystyczny w Prudniku Statystycznej charakterystyce miejscowości w gromadach powiatu prudnickiego, miejscowość została wymieniona pod nazwami Dobroszowice i Lisy.
W okresie PRL-u w Dobroszewicach powstało ujęcie wody.

## Mieszkańcy
Miejscowość zamieszkiwana jest przez ludność mieszaną. Mieszkają w niej autochtoni: mniejszość niemiecka oraz Ślązacy, a także ludność napływowa, przybyła na Śląsk z Kresów Wschodnich po 1945 w wyniku przymusowych przesiedleń ludności polskiej oraz z centralnej Polski (teren późniejszych województw krakowskiego i nowosądeckiego).

## Zabytki
Do wojewódzkiego rejestru zabytków wpisane są:
- kapliczka przydrożna, z 1874 r., wypisana z księgi rejestru
- spichlerz dworski, z 1756 r., 1832 r., wypisany z księgi rejestru.

Zgodnie z gminną ewidencją zabytków w Dobroszewicach chronione są ponadto:
- układ ruralistyczny, z XVIII w.–XX w.
- rządcówka, ob. budynek mieszkalny, nr 34, z 4. ćw. XIX w.
- zespół folwarczny, nr 34, z 4. ćw. XIX w.
- budynek mieszkalny, nr 37, z lat 20-30. XX w.
- aleja lipowa

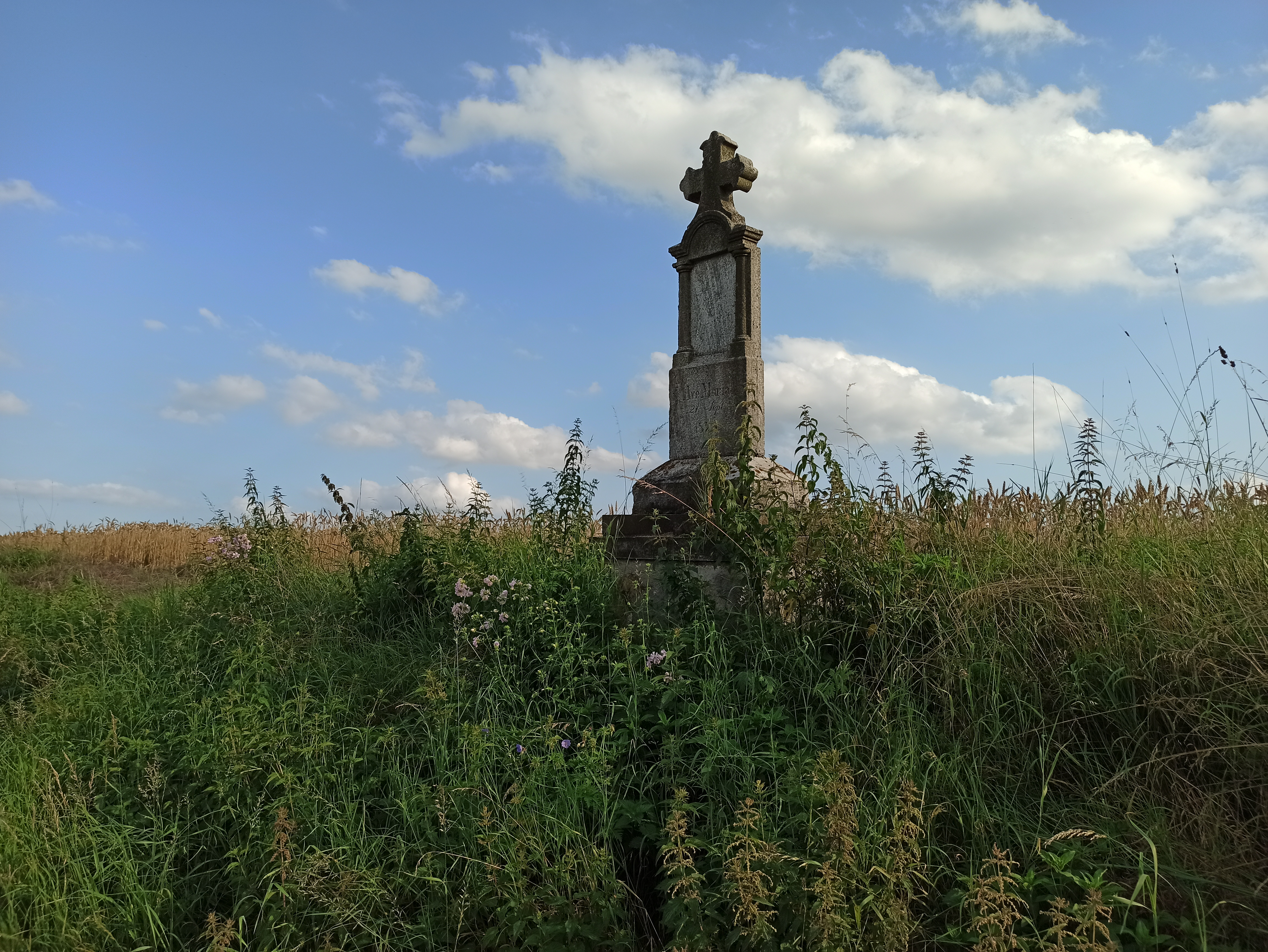
Kaplica przydrożna z 1874 r. (lipiec 2020)
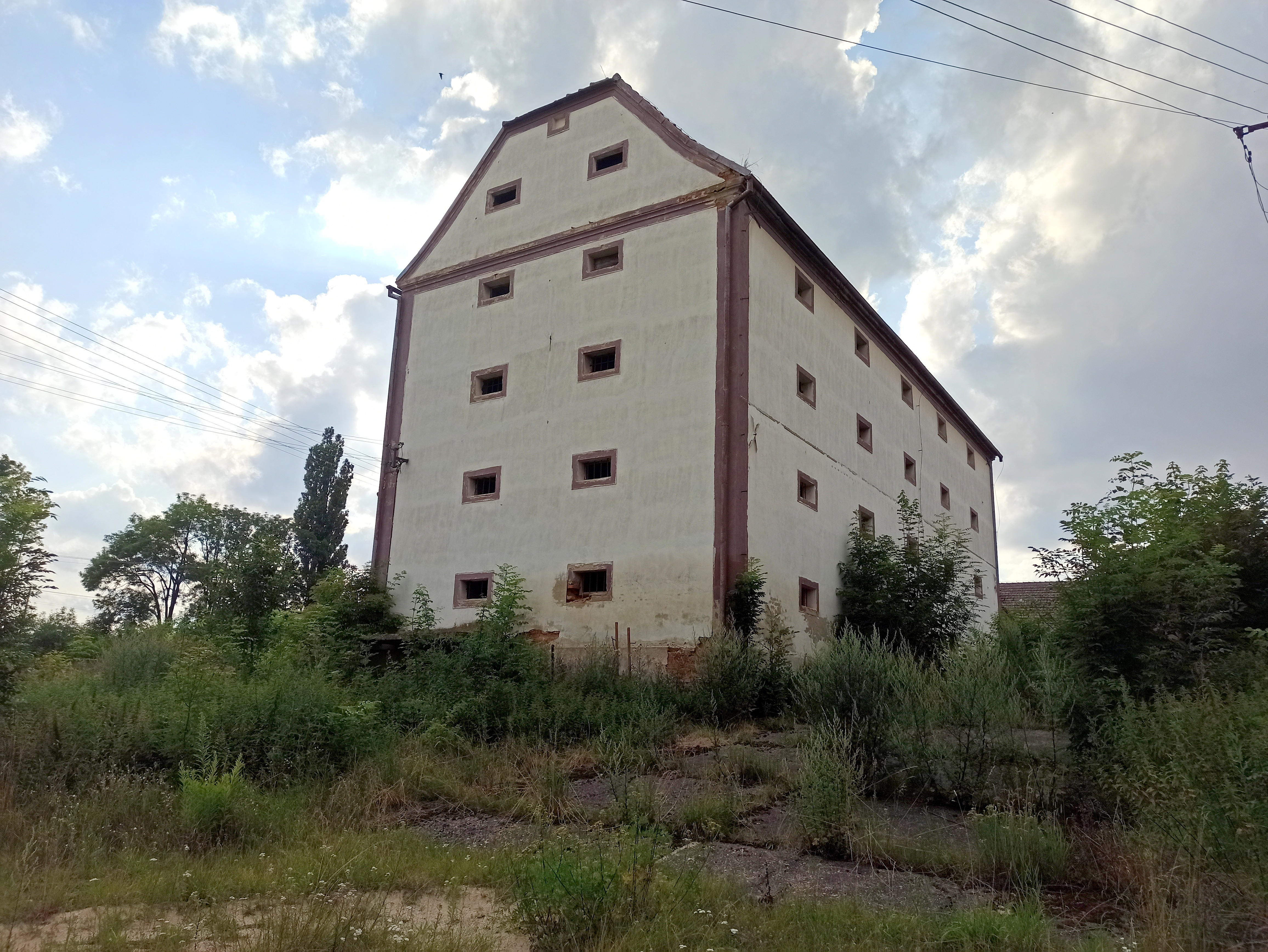
Spichrz dworski z 1756 r., 1832 r. (lipiec 2020)
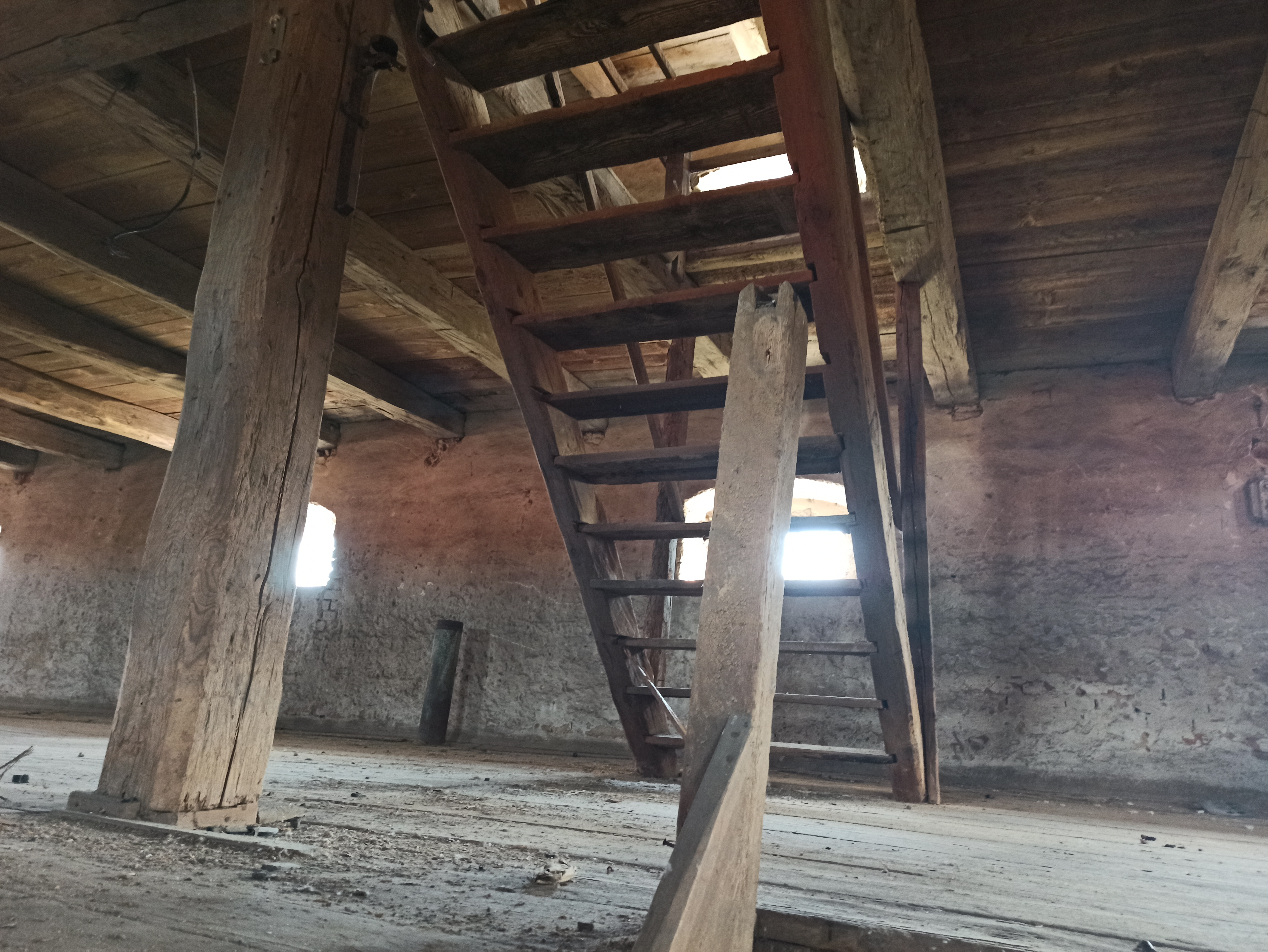
Spichrz dworski z 1756 r., 1832 r. (lipiec 2020)

## Transport

### Transport drogowy

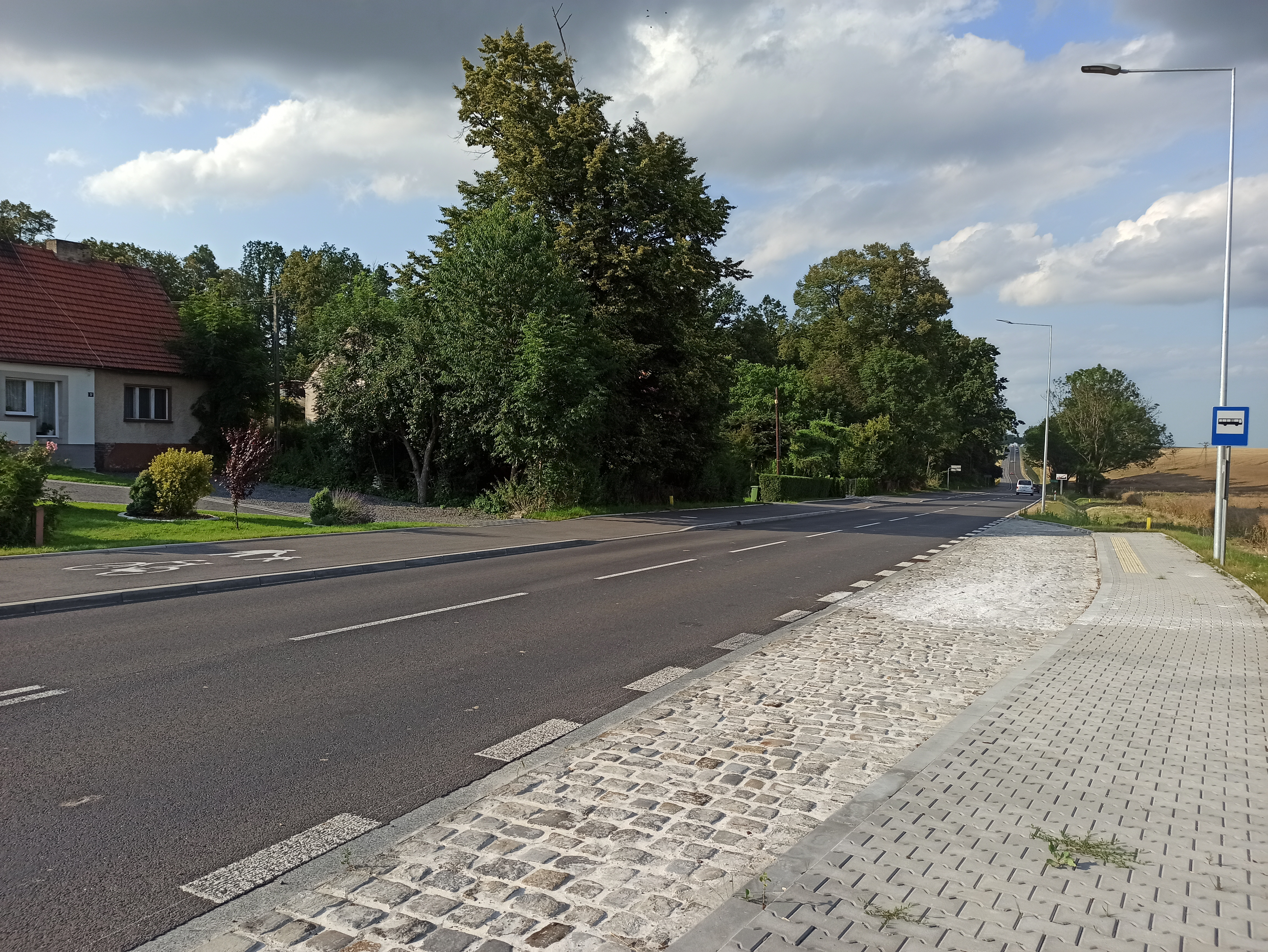
DW414 w Dobroszewicach

Przez Dobroszewice przebiega droga wojewódzka
- 414 Prudnik – Opole

W zarządzie Wydziału Drogownictwa Starostwa Powiatowego w Prudniku znajduje się droga powiatowa nr 1275O relacji Dobroszewice – Józefów – Olszynka.

### Transport kolejowy
W miejscowości znajduje się nieczynny przystanek kolejowy Józefówek. Najbliższa czynna stacja kolejowa znajduje się w Prudniku.
Lokalni przedsiębiorcy i właściciele majątków ziemskich zawiązali w 1895 spółkę Kolej Prudnicko-Gogolińska z siedzibą w Prudniku, której celem stała się budowa linii lokalnej z Prudnika do Gogolina. Linia kolejowa nr 306 relacji Prudnik – Goglin została oddana do użytku w 1896. Powódź w 1997 zniszczyła most na Odrze w Krapkowicach, uniemożliwiając dojazd do Gogolina. W 2005 ruch na linii 306 został zawieszony. Zmodernizowana do celów towarowych linia relacji Prudnik – Krapkowice została oddana do użytku w 2016. Na bocznicy między składem militarnym w lesie koło Strzeleczek a Prudnikiem odbywa się wojskowy ruch transportowy.

### Transport autobusowy

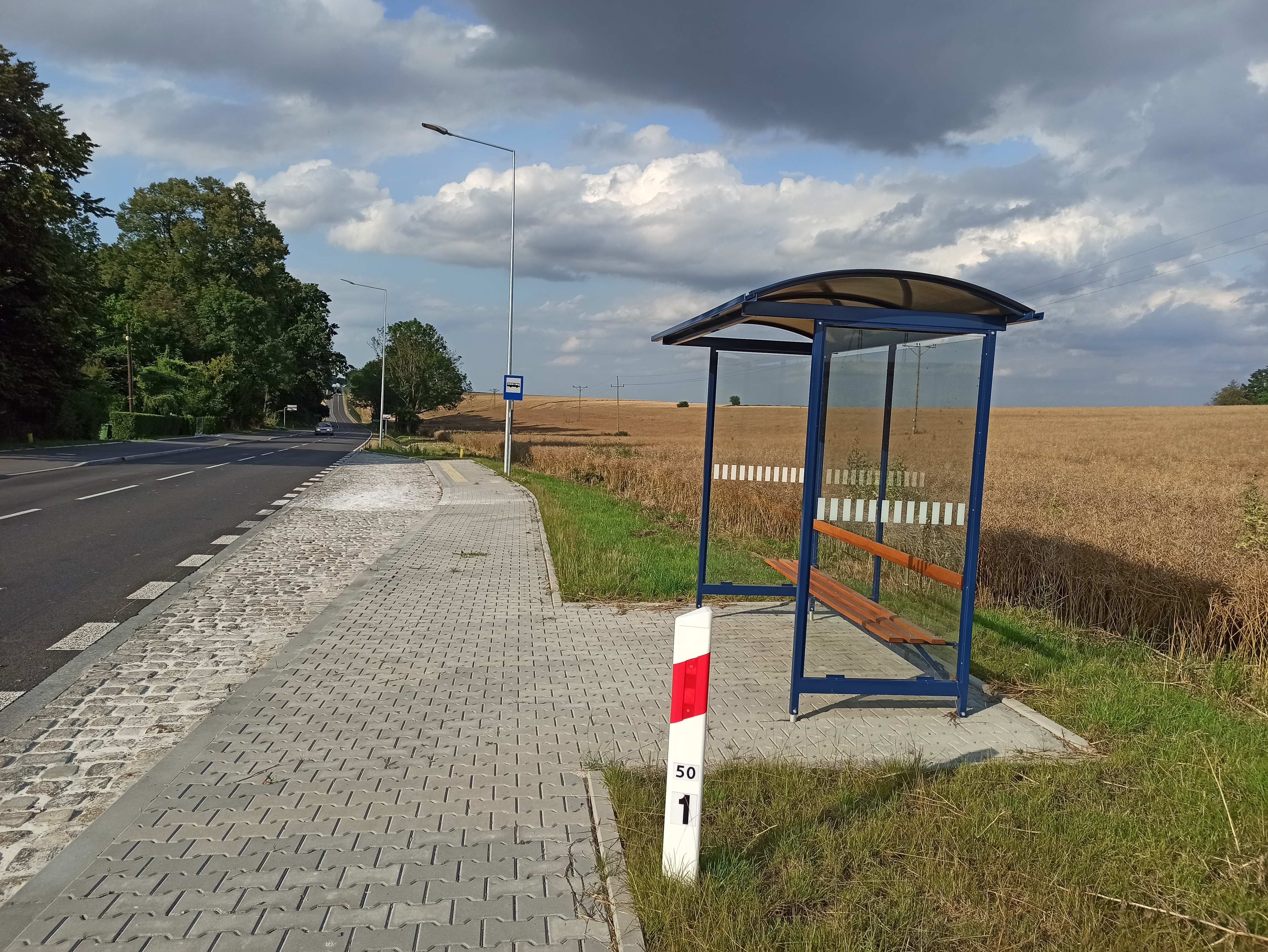
Przystanek autobusowy

Dobroszewice posiadają połączenia autobusowe z Białą, Chrzelicami, Głuchołazami, Górką Prudnicką, Korfantowem, Krapkowicami, Lubrzą, Opolem, Piechocicami, Prudnikiem, Puszyną, Strzeleczkami, Złotnikami. W miejscowości znajduje się jeden przystanek autobusowy.
Transport autobusowy w Dobroszewicach obsługiwany był przez PKS Prudnik. W 2004 prudnicki PKS został sprywatyzowany z udziałem Connex Polska. W 2008, w wyniku połączenia spółek PKS Connex Prudnik i PKS Connex Kędzierzyn-Koźle, utworzona została spółka Veolia Transport Opolszczyzna, w 2013 przejęta przez Arriva Bus Transport Polska. W 2019 Arriva wycofała się z Prudnika. Wówczas organizacją przewozów pasażerskich w Dobroszewicach i okolicy zajęły się ościenne PKS-y. W grudniu 2021 powołano Powiatowo-Gminny Związek Transportu „Pogranicze”, mający na celu poprawę jakości transportu.

### Transport rowerowy

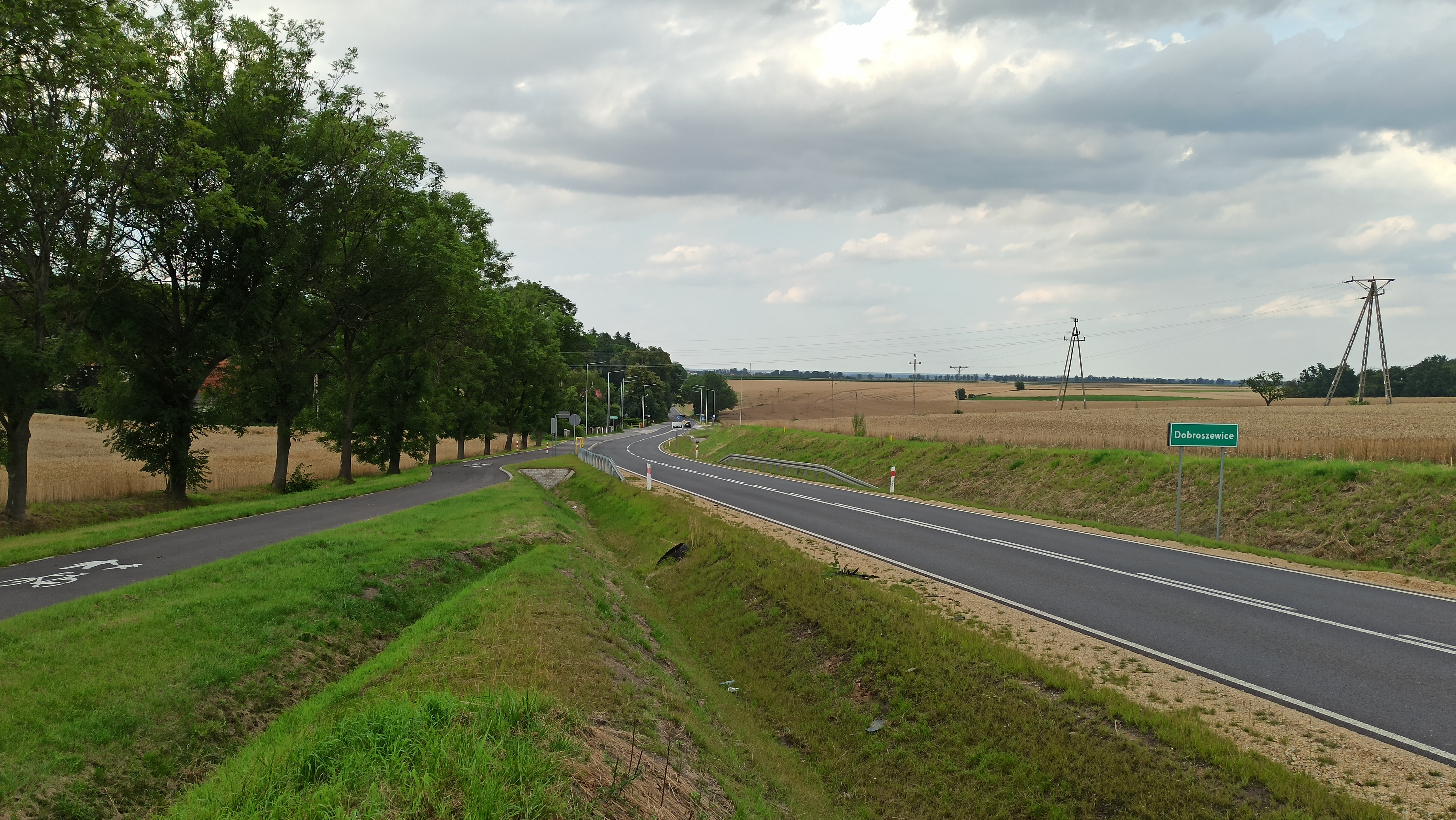
Ścieżka rowerowa z Prudnika do Mosznej w Dobroszewicach

W 2020 ukończono budowę ścieżki rowerowej z Prudnika do Mosznej, przedłużonej w 2021 do Zieliny. Ścieżka długości ponad 20 km zaczyna się w Prudniku przy rondzie im. Stanisława Szozdy i prowadzi wzdłuż dróg wojewódzkich nr 414 i 409 przez Lubrzę, Dobroszewice, Białą, Krobusz, Dębinę i Moszną, kończąc się w Zielinie.

## Religia
Katolicy z Dobroszewic należą do parafii Wniebowzięcia Najświętszej Maryi Panny w Białej (dekanat Biała).

## Sport
11 lipca 2012 przez Dobroszewice przebiegała trasa wyścigu Tour de Pologne.

## Turystyka
12 lipca 2010, w ramach organizowanego w Prudniku VI Europejskiego Tygodnia Turystyki Rowerowej, w którym wzięli udział rowerzyści z całej Europy, przez Dobroszewice prowadziła trasa „Szlakiem Pielgrzyma”.

## Bezpieczeństwo
Miejscowość jest pod opieką dzielnicowego rejonu służbowego nr 8 Komendy Powiatowej Policji w Prudniku.
Teren miejscowości, jak i całej gminy Lubrza, położony jest w strefie nadgranicznej w związku z czym Straż Graniczna dysponuje, na tym obszarze, specjalnymi kompetencjami w zakresie bezpieczeństwa. Gminę Lubrza obejmuje zasięgiem służbowym placówka Straży Granicznej w Opolu ze Śląskiego Oddziału SG.